# Республіка вчених

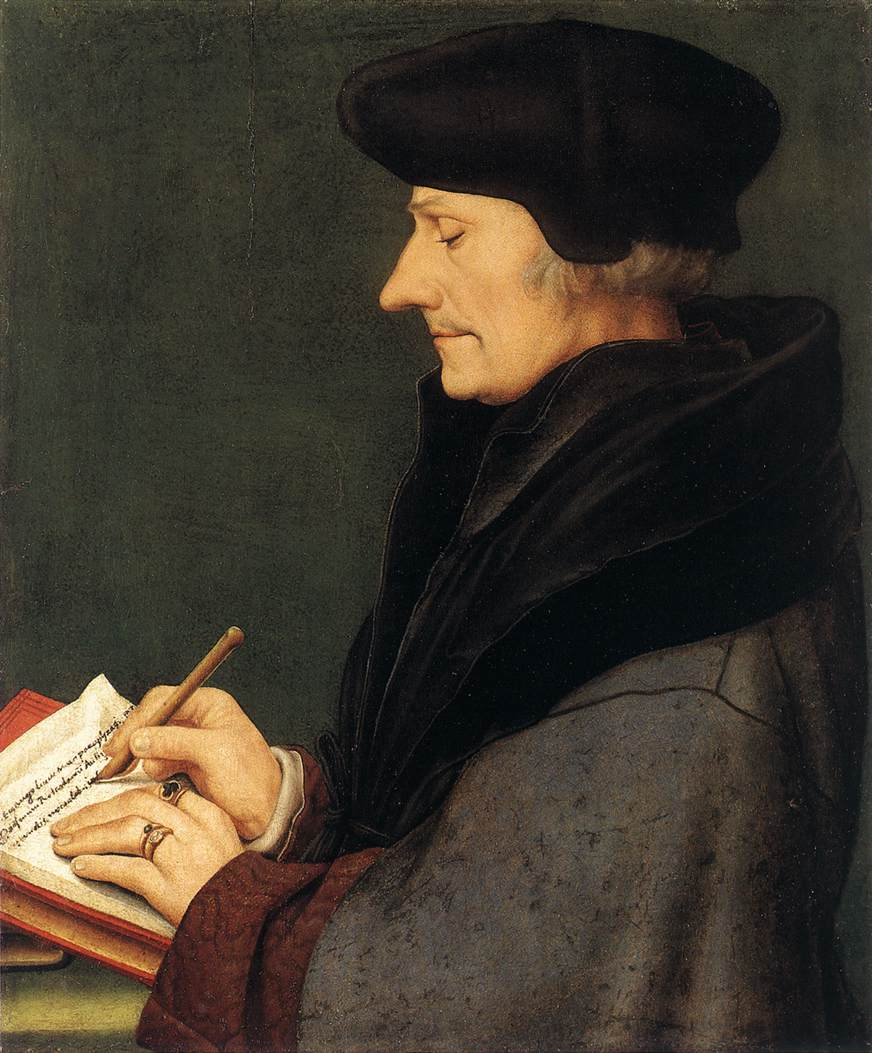
Ганс Гольбейн Молодший. Портрет Еразма Роттердамського, що пише листа. 1523 рік, Художній музей (Базель).

Республіка вчених (лат. Respublica literaria або фр. République des Lettres) — наднаціональне об'єднання вчених, що існувало в епоху Ренесансу та Просвітництва. Спілкування здійснювалася зазвичай переважно за допомогою листування (як міжнародною мовою — латиною, так і живими мовами, переважно італійською та французькою), рідше — особисто під час подорожей. Найкраще була налаштована в XVII—XVIII століттях через створення національних академій наук, наукової періодики та переважання точних наук в університетській системі. Республіка вчених стала основою сучасної наукової спільноти.
Початковий латинський вираз «Respublica literaria» можна перекласти як «Республіка вчених», так і «Республіка наук». Перше вживання терміну датоване 1417 роком в листі Франческо Барбаро до Поджо Браччоліні. Французький термін ввів у загальне застосування П'єр Бейль. Поняття «Республіка вчених» є калькою з французького виразу «la république des lettres», і його дослівний переклад не збігається із сучасними словниковими значеннями. Своєю чергою французьке поняття походило від латинського, де слово «республіка» в цьому поєднанні належала до «Держави» Платона, яка керувалася філософами.

## Виникнення та розвиток
Починаючи з епохи Пізнього середньовіччя, у Європі виникали перші товариства представників інтелігентних професій. Вони були частиною загальноєвропейської гільдійської традиції та поєднували античні основи латинської освіти та новоєвропейську культуру, яка тільки виникала. Перші літературні гуртки утворилися при окситанських дворах, а також в Ено, Пікардії, Фландрії та Нормандії. Найстаріші гільдії переписувачів були в Аррасі (можливо раніше 1194 року) та Валансьєнні (з 1229 року); з кінця XIII століття з'явилося літературне товариство також у Лондоні. Лондонське купецтво підтримувало найтісніші відносини саме з гільдіями Аррасу, однак вчена спільнота зникла тут уже в першому десятилітті XIV століття. Нові товариства виникли в Тулузі (1323 рік), Дуе (1330 рік), Турне, Ліллі та Ам'єні (між 1380 і 1390 роками). Тільки в XV столітті такі спілки появилися в Нідерландах та Рейнських землях, а в Англії ці схильності вкорінилися лише до початку XVI століття, однак об'єднання Судових інів, що утворилася в Лондонському Сіті, була цілком порівнянна з Базошем — спілкою французьких прокурорських клерків. Спільноти переписувачів і суддівських слуг отримували пільги на влаштування театральних вистав і організовували поетичні турніри. Міські комуни XV—XVI століть також були зацікавлені в культурній діяльності. Усе це сприяло також появі в Іспанії та Італії міських академій — самодіяльних культурних об'єднань, які почали жваво розвиватися після появи в Італії гуманізму та винаходу друкарства. На початку XVI століття майже одночасно почалося створення літературних товариств і академій в Сієні, Флоренції та Болоньї, де з'явилися приблизно на 30 років пізніше, ніж об'єднання мейстерзангів у німецьких землях.
Передумови створення Республіки вчених були закладені під час Авіньйонського полону, коли листування римської та авіньйонської канцелярій стала постійним. У 1384 році Жан де Монтре вперше попросив надати Колюччо Салютаті рукописи й особисті та офіційні листи для використання в королівській канцелярії як зразків використання латинської мови. Винахід друкарства зробив можливим ширше ознайомлення європейських учених зі зразковими латинськими та грецькими класиками. Найбільший вплив на створення міжнародних зв'язків листуванням мали Академія Платона у Флоренції та гурток розумах у Домі Альда у Венеції. Далі такий спосіб зв'язку став розширювати Еразм Ротердамський, листуючись із Базеля. У Франції центром латинських студій став Наваррський колеж.
Важливий внесок у розвиток Республіки вчених на початку XVII століття зробив Ніколя-Клод Фабрі де Пейреск. П. Міллер пов'язував походження Республіки ще з епохою Пізнього Середньовіччя й ставив де Пейреска в один ряд з Еразмом та Юстом Ліпсієм, що мали дуже міцні зв'язки через листування. Мислитель П'єр Бейль в кінці XVII століття називав де Пейреска «принцом» і «генеральним прокурором» Республіки. Слава де Пейреска була заснована на його листуванні практично з усіма видатними розумахами свого часу. Однак, на відміну від своїх попередників, крім латини де Пейреск листувався також живими мовами — переважно французькою та італійською.

## Функціонування
«Республіка вчених» була не тільки спілкою знавців, знайомих із листування — це була й своєрідна до́слідня з вироблення та перевірки нового знання; це знання було невіддільне від повсякденності та втілювалося його носіями в життя. Представленням цієї спільноти, згідно з П. Міллером, були італійські академії XV—XVI століть, салони та особисті кабінети вчених XVII століття, а також наукові й політичні товариства XVIII століття. Громадська діяльність була першочерговою для членів спільнот і основувалася на низці ключових текстів, які перевидавалися, обговорювалися й перекладалися. Де Пейреск застав початок «революції стилю» у паризьких салонах 1620-х років, яка призвела до замикання знавців у колі педантів, тому що великосвітська пихатість і латинська мова були витіснені на край світського життя доби. Після першого оприлюднення «Проб» Мішеля Монтеня, сучасники усвідомили загрозу друкованого відтворення текстів дружніх послань: соціально забарвлене вираження особистих відносин переходило на другий план перед вишуканістю стилю. Головними розумовими центрами Парижа епохи Людовика XIII стали Кабінет Дюпюї та Салон Рамбує. Де Пейреск був членом Кабінету Дюпюї (суто чоловічого консервативного товариства) під час перебування в Парижі, але й після від'їзду на батьківщину в 1623 році залишився членом-дописувачем. Цій спільноті протистояв перший салон мадам де Рамбує, що відкрився після 1620 року. Його стиль, суспільний склад і цілі відмінно зображається картиною Рубенса «Сад любові».
Серед гуманістів від часів Петрарки була панівною думка вузького кола друзів-однодумців, заснованого на стоїчному ідеалі Сенеки. Основним видом зв'язку в цьому товаристві було особисте спілкування. Але воно могло здійснюватися також серед тих, хто у відповідних спільнотах не перебував. Подібна досконалість розумової спільноти була можливою тільки в середовищі аристократії, про що прямо писав Ґассенді, описуючи коло спілкування де Пейреска. Друг де Пейреска, італійський антиквар Джироламо Алеандро, міркував «про методи, за допомогою яких придворні мудреці й книжники зможуть затвердитися й не піддатися спокусам дворянського життя». Тому в середовищі Республіки вчених поширився неостоїцизм, оскільки стоїчний самоконтроль і самопізнання представлялися найкращою школою соціалізації. На ділі це розробив Юст Ліпсій.

## Еволюція Республіки вчених
У XVI столітті природничо-науковий напрямок у діяльності гуманістів був представлений вкрай слабко та займав маргінальне становище. Тільки завдяки діяльності де Пейреска й братів Дюпюї наукова революція XVII століття в соціальному вираженні змогла отримати схоже з гуманітаріями значення. Близько 1630 року було засновано Академію Мерсенна — одну з перших спільнот, суттєво націлених на природничо-наукову галузь. Однак приблизно до 1700 року наукова активність проводилася також і у світських салонах. До середини XVII століття функціонування неофіційних гуртків перестало задовольняти наукове товариство. Частково це було пов'язано з тим, що основні способи створення зв'язку — особисті — через кар'єрні суперечки або невідповідності думок шкодили діяльності цих спільнот. У 1666 році була заснована Паризька академія наук і Королівське товариство в Лондоні. У 1680—1690-х роках відбулися докорінні зміни, пов'язані як із різко несприятливими політичними умовами, так і з невдалим способом розвитку науки, яку просували творці наукової революції. На цю ж добу припала зміна поколінь розумової та суспільної еліт європейського суспільства та відбулося розходження цих верств населення. Академія в цих умовах остаточно перетворюється в державного суддю наукової й технічної діяльності, що було закріплено королівським патронатом 1699 року.
До кінця XVII століття єдиними способами наукових зв'язку та представництва були університетські обговорення та книговидавництво. Ч. Бейзмен зазначав, що ці інститути через низку причин були схильні до замикання в собі та не могли належно оцінювати наукові дослідження. Слушний шлях здійснювався через наукове листування, регулярні видання та неформальні наукові об'єднання — кабінети, гуртки й салони. Після смерті де Пейреска найбільше наукове листування в Європі здійснював М. Мерсенн.